# Jean Deshayes
Jean Fernand Deshayes (Paris, 11 février 1924 - Djerba, 15 avril 1979) est un helléniste, protohistorien, archéologue et orientaliste français.

## Biographie
Après ses études au lycée Henri-IV, il devient élève de l'École normale supérieure et entre à l'École française d'Athènes (1949-1952) avec Paul Courbin. En compagnie de celui-ci, il fouille à Argos la nécropole mycénienne pendant que Courbin s'occupe de dégager la zone du cimetière sud. Il y reviendra en 1954, 1955 et 1958 tout en axant de plus en plus ses recherches sur l'Orient.
De 1952 à 1955, avec Jean Bérard, il fouille à Chypre. Attaché de recherches au CNRS (1952-1958), pensionnaire scientifique de l'Institut français d'archéologie de Beyrouth (1958-1961), il travaille à Dikili Tash (Macédoine orientale) et à Turang Tepe (Iran).
Professeur à l'Université de Lyon (1961-1968), il est chargé de cours à la Sorbonne en 1965 puis inaugure la chaire d’archéologie orientale à l'Université de Paris I (1968).
Directeur de l'UER d'art et d'archéologie à Paris I (1971-1974) et vice-président (1973-1978), il devient membre de la Commission des fouilles du ministère des Affaires étrangères et, avec Henri Seyrig et Jean-Claude Gardin, organise le Centre de recherches archéologiques du CNRS à Valbonne.

## Travaux
- Fouilles exécutées à Mallia, 1948-1954, in Études crétoises XI, 1959
- Les Outils de l'âge du bronze, de l'Indus au Danube (IVe au IIe millénaire, 1960
- Nécropole de Ktima, 1963
- Argos. Les fouilles de la Deiras, in Études péloponnésiennes de l’École française d'Athènes, 1966
- Civilisations de l'Orient ancien, Arthaud, 1969
- Fouilles de Toureng Tépé, ERC, 1987